# Biutiful
Biutiful es una película dirigida y producida por Alejandro González Iñárritu, que también escribió junto a Nicolás Giacobone y  Armando Bó Jr. Producida por Cha Cha Cha Films y ambientada en la ciudad de Barcelona, cuenta, además, con el respaldo de Televisión Española y de Televisión de Catalunya.
La película compitió por la Palma de Oro en el Festival de Cannes 2010, en el que Javier Bardem ganó el premio a la mejor interpretación masculina. Se estrenó en Cannes el 17 de mayo de 2010. El 14 de diciembre de 2010 recibió la nominación al Globo de Oro como Mejor Película en Lengua Extranjera y el 25 de enero de 2011 fue nominada en la categoría de Mejor Película de Habla no Inglesa en los premios Óscar.

## Resumen
Drama ambientado en Barcelona que relata la historia de Uxbal (Javier Bardem), un hombre que se entera de que padece cáncer y busca encauzar su vida antes de morir.
Conforme el filme avanza, la salud del protagonista se deteriora y este va enfrentando diversos conflictos personales, que incluyen la manutención y educación en solitario de sus hijos Ana y Mateo, ya que la madre de los niños, Marambra (Maricel Álvarez), es bipolar y alcohólica y no convive con el resto de la familia; el trato con su hermano Tito (Eduard Fernández), que es el único pariente que le queda vivo y que aparentemente tiene un amorío con Marambra; la ausencia de sus progenitores, ya que no llegó a conocer a su padre, que se exilió de España durante la dictadura fascista de Francisco Franco y falleció en México antes de que él naciera, y su madre murió cuando todavía era un niño; su colaboración en la explotación de inmigrantes ilegales provenientes de África y de Asia; y su carencia de dinero, entre otros.
Sumado a lo anterior, es de destacar que Uxbal posee la extraña capacidad de ver y comunicarse con los espíritus de los recientemente fallecidos, e inclusive se encarga de llevarles mensajes de parte de sus allegados.

## Título de la película
El título de la película responde objetivamente al modo en que el protagonista entiende que se escribe la palabra del idioma inglés "beautiful", cuya pronunciación fonética es  /ˈbjuːtɪfʊl/ y que significa hermoso o hermosa. En un momento de la película la hija le pregunta al padre cómo se escribe la palabra inglesa «Beautiful» para una tarea del colegio. Este le responde algo así como "se escribe así como suena: Biu-tiful".

## Reparto
| Actor/Actriz               | Personaje                      |
| -------------------------- | ------------------------------ |
| Javier Bardem              | Uxbal                          |
| Maricel Álvarez            | Marambra                       |
| Hanaa Bouchaib             | Ana                            |
| Guillermo Estrella         | Mateo                          |
| Eduard Fernández           | Tito                           |
| Cheikh Ndiaye              | Ekweme                         |
| Diaryatou Daff             | Ige                            |
| Cheng Tai Sheng            | Hai                            |
| Luo Jin                    | Liwei                          |
| George Chibuikwem Chukwuma | Samuel                         |
| Lang Sofia Lin             | Li                             |
| Ana Wagener                | Bea                            |
| Rubén Ochandiano           | Zanc                           |
| Karra Elejalde             | Mendoza                        |
| Nasser Saleh               | Muchacho                       |
| Manolo Solo                | Manolo Solo                    |
| Tomás del Estal            | Hombre de Luto                 |
| Violeta Pérez              | Enfermera                      |
| Isaac Alcayde              | Cirujano 1                     |
| Eduardo Gómez              | Hombre Semidesnudo             |
| Félix Cubero               | Burócrata                      |
| Yodian Yang                | Chino Obeso                    |
| Tuo Lin                    | Barman Bar Hai                 |
| Xueheng Chen               | Chino Bodega                   |
| Xiaoyan Zhang              | Jung                           |
| Ailie Ye                   | Padre de Hai                   |
| Xianlin Bao                | Madre de Hai                   |
| Ángel Luis Arjona          | Niño Muerto                    |
| Dolores Echepares          | Señora Funeral                 |
| Adelfa Calvo               | Mujer Grande                   |
| Germán Almendros           | Cirujano 2                     |
| Nacho Moliné               | Cirujano 3                     |
| Carmen La Lata             | Vieja                          |
| Annabel Totusaus           | Secretaria Fincas              |
| Ramón Elies                | Empleado Cementerio 1          |
| Juan Vicente Sánchez       | Empleado Cementerio 2          |
| Carmen Peleteiro           | Mesera                         |
| Federico Muñoz             | Alcalde                        |
| Leticia Albizuri           | Chica Joven 2                  |
| Maria Casado               | Presentadora Informativos      |
| Judith Huertas             | Reportera Informativos         |
| Aroa Ortiz                 | Bailarinas Stripper Bar        |
| Victoria M. Díaz           | Bailarinas Stripper Bar        |
| Sonia Cruz                 | Bailarinas Stripper Bar        |
| Sophie Evans               | Bailarinas Stripper Bar        |
| Luna Jimémez Colindres     | Bailarinas Stripper Bar        |
| Dunia Montenegro           | Bailarinas Stripper Bar        |
| Rodica Ioana Ungureanu     | Bailarinas Stripper Bar        |
| Albert Grabuleda Capdevila | Mosso d'Esquadra Antidisturbio |
| Alain Hernández            |                                |
| Pitu Princess              | Plañidera                      |
| Jesus Puchol               | Mosso d'Esquadra               |

## Producción
- El rodaje de la producción comenzó en octubre de 2008 en Barcelona.
- Javier Bardem sufrió una hernia discal en el set el 12 de febrero de 2009.
- La película fue estrenada en el Festival de Cannes (2010).

## Palmarés cinematográfico
| Premio/Festival             | Ceremonia                | Categoría                 | Nominados                                                | Resultado | Ref.  |
| --------------------------- | ------------------------ | ------------------------- | -------------------------------------------------------- | --------- | ----- |
| Premios Ariel               | 24 de marzo del 2011     | Mejor actor               | Javier Bardem                                            | Nominado  | [ 2 ] |
| Premios Ariel               | 24 de marzo del 2011     | Mejor actriz              | Maricel Álvarez                                          | Nominada  | [ 2 ] |
| Premios Ariel               | 24 de marzo del 2011     | Mejor fotografía          | Rodrigo Prieto                                           | Ganador   | [ 2 ] |
| Premios Ariel               | 24 de marzo del 2011     | Mejor edición             | Stephen Mirrione                                         | Nominado  | [ 2 ] |
| Premios Ariel               | 24 de marzo del 2011     | Mejor Música original     | Gustavo Santaolalla                                      | Nominado  | [ 2 ] |
| Premios Ariel               | 24 de marzo del 2011     | Mejor Vestuario           | Paco Delgado                                             | Nominado  | [ 2 ] |
| Premios Ariel               | 24 de marzo del 2011     | Mejor Maquillaje          | Alessandro Bertolazzi                                    | Nominado  | [ 2 ] |
| Premios BAFTA               | 13 de febrero de 2011    | Mejor película extranjera | Biutiful                                                 | Nominada  | [ 3 ] |
| Premios BAFTA               | 13 de febrero de 2011    | Mejor actor               | Javier Bardem                                            | Nominado  | [ 3 ] |
| Festival de Cannes          | 12 al 23 de mayo de 2010 | Palma de Oro              | Biutiful                                                 | Nominada  | [ 4 ] |
| Festival de Cannes          | 12 al 23 de mayo de 2010 | Mejor actor               | Javier Bardem                                            | Ganador   | [ 4 ] |
| Medallas del CEC            | 31 de enero de 2011      | Mejor película            | Biutiful                                                 | Nominada  | [ 5 ] |
| Medallas del CEC            | 31 de enero de 2011      | Mejor director            | Alejandro González Iñárritu                              | Nominado  | [ 5 ] |
| Medallas del CEC            | 31 de enero de 2011      | Mejor actor               | Javier Bardem                                            | Ganador   | [ 5 ] |
| Medallas del CEC            | 31 de enero de 2011      | Mejor guion original      | Alejandro González Iñárritu Armando Bó Nicolás Giacobone | Nominados | [ 5 ] |
| Critics' Choice Movie Award | 14 de enero de 2011      | Mejor película extranjera | Biutiful                                                 | Nominada  | [ 6 ] |
| Premios Globo de Oro        | 16 de enero de 2011      | Mejor película extranjera | Biutiful                                                 | Nominada  | [ 7 ] |
| Premios Goya                | 13 de febrero de 2011    | Mejor actor protagonista  | Javier Bardem                                            | Ganador   | [ 8 ] |
| Premios Goya                | 13 de febrero de 2011    | Mejor actriz de reparto   | Ana Wagener                                              | Nominada  | [ 8 ] |
| Premios Goya                | 13 de febrero de 2011    | Mejor actor de reparto    | Eduard Fernández                                         | Nominado  | [ 8 ] |
| Premios Goya                | 13 de febrero de 2011    | Mejor guion original      | Alejandro González Iñárritu Armando Bó Nicolás Giacobone | Nominado  | [ 8 ] |
| Premios Goya                | 13 de febrero de 2011    | Mejor música original     | Gustavo Santaolalla                                      | Nominado  | [ 8 ] |
| Premios Goya                | 13 de febrero de 2011    | Mejor fotografía          | Rodrigo Prieto                                           | Nominado  | [ 8 ] |
| Premios Goya                | 13 de febrero de 2011    | Mejor montaje             | Stephen Mirrione                                         | Nominado  | [ 8 ] |
| Premios Goya                | 13 de febrero de 2011    | Mejor dirección artística | Brigitte Broch                                           | Nominada  | [ 8 ] |
| Premios Óscar               | 27 de febrero del 2011   | Mejor película extranjera | Biutiful                                                 | Nominada  | [ 9 ] |
| Premios Óscar               | 27 de febrero del 2011   | Mejor actor               | Javier Bardem                                            | Nominado  | [ 9 ] |